# Claudio Liverziani
Claudio Liverziani (Novara, 4 marzo 1975) è un ex giocatore di baseball italiano.

## Carriera

### Club
Novarese di nascita, Liverziani è cresciuto nel Porta Mortara ma ha debuttato nella massima serie all'età di 16 anni con la squadra della sua città natale. Dopo una stagione trascorsa alla Juve Torino, sceglie di approdare negli Stati Uniti dove gioca due anni in Class A con i Wisconsin Timber Rattlers, affiliati ai Seattle Mariners.
Rientrato in Italia nel 1999, la sua carriera italiana riparte da Rimini: qui vince i suoi primi due scudetti, oltre a una Coppa Italia. Nel 2002 tuttavia sceglie di lasciare il club adriatico per passare alla Fortitudo Baseball Bologna insieme al compagno di squadra David Sheldon, che intraprende la stessa scelta. In biancoblu Liverziani vince tre scudetti, cinque Coppe Italia, una Coppa dei Campioni.
Nel 2009 ha raggiunto il traguardo delle 1.000 valide nella massima serie; al termine della stessa stagione è stato trovato positivo all'antidoping e squalificato per due anni.
È tornato all'attività agonistica nella stagione 2012, sempre nella Fortitudo, vincendo la European Champions Cup 2012 e la Coppa Italia IBL 2012.
Nel luglio 2014 ha raggiunto i traguardi di 100 fuoricampo e di 1000 presenze nella massima serie.
Il 30 agosto 2014 è Campione d'Italia IBL con la Fortitudo Baseball Bologna, con i gradi del capitano, alla fine di una serie intensissima contro il Rimini Baseball, arrivata alla settima partita.

### Nazionale
Per numerosi anni ha fatto parte della Nazionale italiana, di cui è stato anche capitano fino al 2004. Dopo il World Baseball Classic 2006 ha dato l'addio all'azzurro. Vanta complessivamente 103 presenze in Nazionale.

## Palmarès

### Club
- Campionati italiani: 7

Rimini: 1999, 2000
Bologna: 2003, 2005, 2009, 2014, 2016
- Coppe Italia: 6

Rimini: 2001
Bologna: 2003, 2005, 2008, 2012, 2015
- European Champions Cup: 2

Bologna: 2012, 2013